# Bongará (provincie)
| Bongará             | Bongará                        |
| ------------------- | ------------------------------ |
|                     |                                |
| Harta provinciei    |                                |
| Informații generale |                                |
| Țară                | Peru                           |
| Regiune             | Amazonas                       |
| Fondare             | 26 decembrie 1870              |
| Primar              | José Julián Ocampo (2011-2014) |
| - Capitală          | Jumbilla                       |
| - Suprafață totală  | 2870 km2                       |
| - Districte         | 12                             |
| Populație           |                                |
| An recensământ      | 2005                           |
| - Totală            | 24 977                         |
| - Densitate         | 8,7/km2                        |
| Fus orar            | UTC-5                          |
| Modifică text       |                                |

Bongará este una dintre cele șapte provincii din regiunea Amazonas din Peru. Capitala este orașul Iumbilla. Se învecinează cu provinciile Condorcanqui, Loreto, San Martín  și Chachapoyas.

## Diviziune teritorială
Provincia este divizată în 12 districte (spaniolă: distritos, singular: distrito):
| District     | Primar                         |
| ------------ | ------------------------------ |
| Chisquilla   | Jose Natividad Bacalla Daza    |
| Churuja      | Victor Manuel Sanchez Tuesta   |
| Corosha      | Marino Pilco Gomez             |
| Cuispes      | Marcelino Villegas Daza        |
| Florida      | Percy Oswaldo Chavez Escalante |
| Jazán        | Balbino Sanchez Castañeda      |
| Jumbilla     | Ole Bendiksen                  |
| Recta        | Jose Julian Ocampo             |
| San Carlos   | Sergio Bat Rocca Novoa         |
| Shipasbamba  | Romelio Vilchez Dett           |
| Valera       | Alejandro Santillan Cortez     |
| Yambrasbamba | Lucio Quispe Bazan             |